# (14834) Isaev
(14834) Isaev es un asteroide perteneciente al cinturón de asteroides, descubierto el 17 de septiembre de 1987 por la astrónoma soviética Liudmila Chernyj desde el Observatorio Astrofísico de Crimea.

## Designación y nombre
Designado provisionalmente como 1987 SR17. Fue nombrado Isaev en honor al ingeniero ruso Alekséi Mijáilovich Isáyev.